# 포차 지방

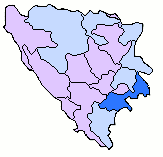
포차 지방의 위치

포차 지방(세르비아어: Фочанска регија, 보스니아어: Fočanska regija, 크로아티아어: Fočanska regija)은 보스니아 헤르체고비나를 구성하는 국가 및 지역인 스릅스카 공화국에 속해 있는 지방 가운데 하나로, 행정 중심지는 포차이며 보스니아 헤르체고비나 중부에 위치한다. 몬테네그로, 세르비아와 국경을 접한다.

## 지방 자치체
6개 지방 자치체를 관할한다.
1. 차이니체 (Čajniče)
2. 포차 (Foča)
3. 칼리노비크 (Kalinovik)
4. 노보고라주데 (Novo Goražde)
5. 루도 (Rudo)
6. 비셰그라드 (Višegrad)